# نسیم شمال
نسیم شمال نشریه‌ای اجتماعی و سیاسی و طنزآمیز بود که سید اشرف‌الدین حسینی گیلانی در دوران جنبش مشروطه ایران ابتدا در رشت و سپس در تهران منتشر می‌کرد.

## تاریخچه
شمارهٔ اول نشریهٔ نسیم شمال در ۱۸ شهریور ۱۲۸۶ در رشت منتشر شد که با به توپ بستن مجلس در ۲ تیر ۱۲۸۷ دچار وقفه‌ای ۷ ماهه شد. انتشار روزنامه در رشت تا ۱۳۲۹ قمری ادامه یافت. دورهٔ جدید انتشار نسیم شمال در تهران در پی مهاجرت اشرف الدین، به یاری فتح‌الله خان اکبر سپهدار رشتی در ۱۳۳۳ قمری آغاز شد. نخستین شمارهٔ این دوره تاریخ ۷ صفر ۱۳۳۳ را دارد که در چاپخانهٔ کوچک کلیمیان در ۴ صفحه کوچک چاپ می‌شد و با وجود جمعیت کم تهران در آن روزگار و شمار اندک با سوادان، ۲ تا ۴ هزار نسخه به فروش می‌رسید، در حالی که تشکیلاتی برای اشتراک نداشت و غالباً کودکان روزنامه فروش آن را توزیع می‌کردند. نسیم شمال در شهرستان‌ها توزیع نمی‌شد و به‌صورت شخصی و فردی به شهرهای دیگر می‌رسید. هر شماره به سرعت به فروش می‌رفت و اشعار آن تبدیل به تصنیف‌های مورد علاقهٔ مردم می‌شد.
بخش زیادی از مطالب نشریه را شعرهای ساده و روان و گاه عوامانه سیاسی، اجتماعی و مذهبی تشکیل می‌داد.
اشرف‌الدین قزوینی مطالب روزنامه را به نام‌های مختلف امضا می‌کرد. از جمله هوپ هوپ (که یادآور تأثیرپذیری او از میرزا علی‌اکبر صابر بود)، فقیر، خرابعلی میرزا، لات‌ولوت، یتیم‌جوجه، میرزاقشون‌علی، محروم‌الحقوق، آکل‌الوقفیات، و ده‌ها لقب طنزآمیز دیگر. بسیاری از شعرها و مطالب نسیم شمال، ترجمه یا اقتباسی از اشعار و مطالب نشریه ملانصرالدین بود که در تفلیس به ترکی منتشر می‌شد. نسیم شمال با انتشار ترجمه‌های این اشعار خواننده فارسی‌زبان را با مضمون‌های مطالب ملانصرالدین نیز آشنا می‌کرد.
احتمال همکاری دیگران را با اشرف‌الدین به ویژه در اواخر انتشار نسیم شمال و پس از بیماری سید، منتفی ندانسته‌اند. انتشار روزنامه در دوره‌های متأخر با وقفه‌هایی همراه بود. با مرگ اشرف‌الدین سردبیری نسیم شمال به محسن حریرچیان ساعی، دستیار شاعر در آخرین روزهای زندگی وی، واگذار شد. گرچه وی کوشید سبک و سیاق اشرف الدین را حفظ کند، اما نوشته‌های پرشور و مؤثر اشرف‌الدین هرگز تجدید نشد.